# ジョージ・パストン
ジョージ・パストン（英: George Paston、1860年9月4日 - 1936年9月12日）は、イギリス出身の文人（作家 / 文芸評論家）。本名はエミリー・モース・シモンズ（Emily Morse Symonds）。

## 略歴
1860年9月4日、シモンズはイングランドのノーフォークの州都であるノリッジ近くのスプロウストーンにあるセント＝メアリー＝イン＝ザ＝マーシュ小教区で生を受ける。名高いイングランド出身の文人（詩人 / 文芸評論家）であるジョン・アディントン・シモンズの姪である。作家人生の中で、もうひとりの著名な文芸評論家であるアーノルド・ベネットと親友関係になった。
76歳の誕生日を迎えて程なく、彼女は心不全により自宅で没した。

## 履歴

### 小説
シモンズが作家として大きく飛躍したのが31歳の時であり、コーンヒル・マガジンに掲載された「Cousins German」という短編を匿名で綴った時であった。1894年に発表された処女作である『A Modern Amazon』はザ・アカデミー誌の第55巻において「機知に富み、一般大衆にも読みやすい」として評価されている。
1898年に発表された『A Writer of Books』が生涯最後の小説作品となった。この著作は当時男性に独占されていた出版業界において女性作家が直面した障壁を論じたものである。この2つの作品―その間に生まれた4つの作品だけではなく―により、シモンズは「意義のある作家」と称されるようになった。最後の著作は彼女の最高傑作として一般大衆に知られている。友人であるアーノルド・ベネットはシモンズ自身がこのように考えていたのではないかとしてこう書いている。
『A Writer of Books』を半分書き終えた彼女は「これは私の最高傑作だわ」と言うだろう。

トロッターは作家の自己評価に同意し、この著作が彼女の最高傑作であると断言している。

### ペンネームの起源
出版が男性優位の業界だった当時、シモンズのような女性が性別に捉われない、あるいは男性名のペンネームを採用することは決して珍しいことではなかった。ザ・アカデミー誌はシモンズを「「ジョージ」という名の不可解な魅力に屈した多くの女性作家の一人」であると指摘している。彼女がペンネームを採用したのは、少なくとも部分的な意味合いとしては「無条件でプロの作家になるため」だったのではないかと推測されている。「ジョージ」というクリスチャンネームを特別に選んだのはイングランドの著名な作家のメアリー・アン・エヴァンズのペンネームであるジョージ・エリオットにあるような「不可解な魅力」に帰するものとされている。ペンネームに「ジョージ」を選んだもう一人の有名な女性作家にジョルジュ・サンドとしてその名が知られるアマンティーヌ（アマンディーヌとも）＝オーロール＝リュシール・デュパンがいる。
男性的なペンネームを採用したにもかかわらず、実際には彼女が女性であることは周知の事実であった。何故彼女がそのような見せかけの行為を維持しているのかをザ・アカデミー誌が疑問を呈するほどであった。結局のところは単なる「思いつき」のせいであるとした。